# Neoplocaederus basilewskyi
Neoplocaederus basilewskyi es una especie de escarabajo longicornio del género Neoplocaederus, tribu Cerambycini, subfamilia Cerambycinae. Fue descrita científicamente por Fuchs en 1971.

## Descripción
Mide 19-21 milímetros de longitud.

## Distribución
Se distribuye por República Democrática del Congo.